# Steve Wachalski
Steve Wachalski (Köthen, 5 de febrero de 1983) es un jugador alemán de baloncesto. Mide 2,02 metros de altura y ocupa la posición de Ala-Pívot. Pertenece a la plantilla del medi Bayreuth de la BBL alemana.

## Carrera
Wachalski creció en Emsland, y jugó por primera vez en el Lingen Basketball. A los 18 años,  en 2001 fichó por el GiroLive-Ballers Osnabrück de la Regionalliga. En la 2003-2004, estuvo brevemente durante cuatro semanas en la primera plantilla del Artland Dragons. Su entrenador allí Chris Fleming, no le utilizó en ningún partido y volvió a Osnabrück. En 2008 ascendió con Osnabrück a la ProB. En la ProB 2008/09 quedaron en quinto lugar y se ganaron el derecho de disputar la 2.Basketball Bundesliga. En la ProA 2009/10 quedaron en noveno lugar. 
En 2010 se comprometió con el BBC Bayreuth, campeón de la ProA y recién ascendido a la Basketball Bundesliga. En la Basketball Bundesliga 2010/11 lograron evitar el descenso, pero Wachalski jugó menos de 10 min por partido.
En la 2011-2012 volvió a la ProA, a las filas del Mitteldeutscher BC, regresando así a Sachsen-Anhalt, tierra que le vio nacer. Con el club logró la 2.Basketball Bundesliga y el ascenso a la 2.Basketball Bundesliga. fue uno de los mejores del equipo con casi 10 puntos y algo más de 5 rebotes por partido. Tras el descenso en la 2012/13 con, Wachalski fichó por Telekom Baskets Bonn, con el que jugó Eurocup. En su primera temporada en Bonn promedió 4 puntos en 10 min de juego.
En la 2014-2015 entró más en la rotación de Mathias Fischer. El 22 de noviembre de 2014 contra TBB Trier metió 26 puntos, con 8 de 10 en triples en tan sólo 15 min, su máxima anotación.
Después de que no fuera renovado, en 2015 volvió al medi Bayreuth, club donde había jugado cinco años antes.